# 基督受难记

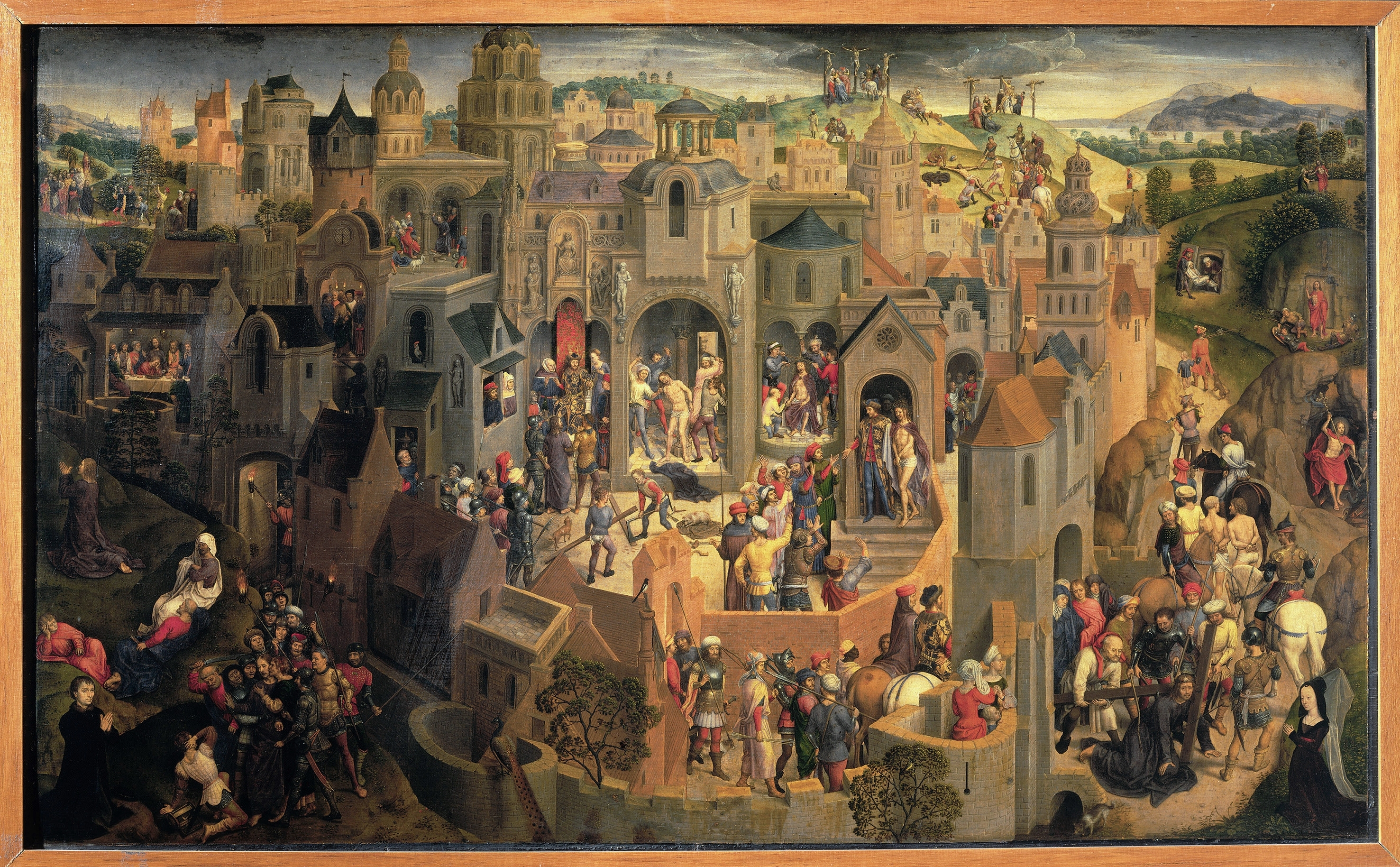
《基督受难记》

《基督受难记》是德裔早期尼德兰画家汉斯·梅姆林 的一幅木板油画，绘制于 1470 年。这幅叙事画结合了 23 个关于基督生平的画面，没有中心主导场景，其中19 个描绘基督的受难、复活和基督复活后的的三次显现（向抹大拉的马利亚，去以马忤斯的路上, 以及在加利利海)。这幅画的订制者是驻布鲁日的意大利银行家塔玛索·波尔蒂纳里。
这幅画尺寸比较小，56.7×92.2厘米，因此不太可能是祭坛画，可能是为布鲁日圣雅各伯堂的波尔蒂纳里小堂设计的。1501 年波尔蒂纳里去世时，这幅画并不在他的财产目录中。在 1510 年至 1520 年间，这幅画从布鲁日去了佛罗伦萨，1550 年在佛罗伦萨科西莫一世的收藏中已有记载。这幅画现藏于都灵萨包达美术馆 。

画中描绘理想化的耶路撒冷城，包括城墙，圆顶塔楼，以及城市后面的加略山。不同寻常的是，城内和右后方的区域沐浴在旭日光线中，而左前方的区域在阴影中。